# Valentin Schmalz
Valentin Schmalz (Gotha, 12 mars 1572 - Raków, 8 décembre 1622), aussi connu sous sa forme latinisée de Valentinus Smalcius Gothanus, est un théologien et pasteur socinien d’origine allemande.

## Biographie
Fils d’un notable de Gotha, il est orphelin très jeune. Il est éduqué entre autres par Johann Dinckel, prédicateur ducal de Coburg, dans la confession luthérienne. En 1589, il rencontre à Wittemberg le socinien Andreas Voidovius, qu’il fréquente également à Strasbourg, et grâce auquel il découvre les ‘Dialoghi’ de l’antitrinitaire italien Bernardino Ochino. Après le départ de Voidovius (1592) pour la Hollande, Schmalz devient son successeur comme professeur dans l’école unitarienne (anti-trinitaire) de Smigel. La même année, le jour de Noël 1592, il reçoit son nouveau baptême parmi les Frères Polonais. Il se marie en 1594, puis en 1598, sur encouragement de Fausto Socin lui-même, il est nommé pasteur de l’Église de Lublin avec Christopher Lubieniecius, où il s’établit avec toute sa famille. En juin 1600, il participe au synode de Novogrodek (Lituanie) pour discuter de la forme correcte de la prière au Christ. En 1603, on le trouve à Danzig, engagé dans des polémiques théologiques, puis à nouveau en 1604 en Lituanie pour discuter de questions relatives au baptême. En 1604, le synode de Raków l’établit comme pasteur de la ville, où il s’établit avec sa famille en octobre 1605. Schmalz participe la même année 1605 à l’élaboration du « Catéchisme de Raków », en compagnie d’autres théologiens sociniens comme Peter Stratorius le Jeune, Hieronymus Moskorzowsi et Johannes Völkel. Schmalz assure la traduction en allemand du Catéchisme (1608, sous le titre Der kleine Katechismus zur Übung der Kinder in dem Christlichen Gottesdienst, avec une dédicace à l’Université de Wittenberg). En 1607, il rédige en polonais un commentaire au prologue de l'Évangile selon Jean. Schmalz doit ensuite faire face à la réaction de plus en plus violente de l’Église catholique contre les Sociniens en Pologne (Jon Tyscovicius est brûlé en 1611) : à l’occasion du synode de Raków de 1611, il cherche une unification avec les Mennonites (avec qui il partageait le refus du dogme trinitaire et la conception du baptême réservé aux adultes), mais l’entente s’avéra impossible. Le rapprochement avec les calvinistes s’avéra quant à lui encore plus difficile, bien que Schmalz ait tenté de répondre à l’opuscule Feu et eau du calviniste Jacob Zaborowski en cherchant à démontrer que les deux confessions avaient plus de points en commun que de divergences. Schmalz meurt à Raków en 1622.

## Autres sources
- Schmalz, Valentin, Praefatio (Raków, 1 septembre 1609), in : Socin, Fausto, Praelectiones theologicae, Raków, Typis Sebastiani Sternacii, 1609